# Société nautique de Caen
La société nautique de Caen est un club nautique fondé à Caen le 5 mai 1883. C'est l'une des sociétés les plus anciennes de la ville encore en activité.

## Histoire
Afin de commémorer le 14 juillet, instauré fête nationale en 1880, une première régate est organisée sur l'Orne par la municipalité. En 1881, le maire Paul Toutain, assisté par Auguste Hanès, commissaire de la marine, et Pascal Lamy, armateur et importateur de charbon, fondent la Société des régates caennaises (SNC) afin d'organiser des régates le jour de la fête nationale. Les membres de la société sont essentiellement des notables républicains, des hauts fonctionnaires, des responsables politiques, des universitaires, des bourgeois du négoces et des membres de la bourgeoisie commerçante.
Le 5 mai 1883, une assemblée générale de la SNC, réunie dans le salon de l’hôtel de ville, acte sa transformation en société nautique avec un élargissement de ses compétences ; il s'agit « d'encourager et de développer le goût des exercices nautiques et de la natation ». Le maire de Caen, Albert Mériel, est président de la société nautique de Caen (SNC) jusqu'en 1885. Jules Lamy prend ensuite la tête de la société jusqu'en 1891 et participe à la création de la fédération française des sociétés d'aviron. Il est remplacé par un consul de Norvège, M. Lemaître jusqu'en avril 1897. Après son départ, le club subit une grave crise et le club est finalement repris par un ingénieur et conseil municipal M. Quatravaux. Il est remplacé en 1904 par M. Savare, importateur de bois à Caen et président du tribunal de commerce. Ce dernier démissionne en 1910 et est remplacé par Charles Nizou. Selon l'article 18 des statuts de la SNC, les maires de Caen sont de droit les présidents d'honneur de la société.
La société s'installe tout d'abord près de l’école de natation. Sous la présidence de Nizou, le club prend une autre dimension avec l'acquisition d'un ancien relais de diligence le long du canal de Caen, près de la tour des gendarmes. Un second hangar est acquis par la société en 1937. Ses installations sont sinistrées par les bombardements alliés en 1944 mais cela n'empêche pas la société de se relancer. En 1965, son président Paul Gast décide de changer de nom pour Société nautique de Caen et du Calvados et de moderniser le club.

## Activités
La société organise à partir de 1884, chaque 14 juillet, des régates sur l'Orne, et ce, jusque dans les années 60. En 1910 et 1911, le club remporte des épreuves et terminent champion du Nord Ouest.
Le club participe pour la première à des championnats de France en 1938 et obtient son premier titre de Champion de France en 1946 en deux barré seniors.

## Président
- Albert Mériel (1883-1885)
- Jules Lamy (1885-1891)
- Lemaître (1891-1897)
- Quatravaux (1897-1904)
- Savare (1904-1910)
- Charles Nizou (1910-)
- Paul Gast (1941-)
- Pierre Benoît
- Jean-Paul Georges
- Gilbert Riault